# Bea Sprung
Ester Bea Helena Sprung, född 30 januari 2005, är en svensk fotbollsspelare som spelar för Hammarby IF i Damallsvenskan. Hon spelar som mittfältare och har tröjnummer 10. Tidigare spelade hon för FC Rosengård. Sprung har representerat Sverige i landslagssammanhang på U15–U23-nivå.
Sprung representeras av CMG: Global Women's Football Agency.

## Klubbkarriär

### Juniorlag (2012–2021)
Sprung började spela fotboll när hon var 7 år i anrika Stattena IF i Helsingborg. Hon började i klubbens flicklag men gick successivt över till att träna med pojklag i samma ålder. Det blev även några matcher med klubbens damlag i division 2 innan hon lämnade moderklubben för Rydebäcksklubben Fortuna FF 2018.  I Fortuna FF spelade hon i F15 och F17 innan hon 2019 gick över till Malmöklubben FC Rosengårds akademiverksamhet för U15–19. Sommaren 2021 skrev Sprung sitt första treåriga A-lagskontrakt med FC Rosengård.

### FC Rosengård (2021–2025)
Sprungs första seniorframträdande för FC Rosengård var den 14 mars 2021 i Svenska Cupen.  Hon debuterade i Damallsvenskan för FC Rosengård den 22 augusti 2021 när hon var 16 år. Sprung blev inbytt som vänsterytter i andra halvlek mot KIF Örebro och strax därefter gjorde hon sitt första allsvenska mål. Hon vann sitt första SM-guld samma år och spelade sina två första matcher i Uefa Women's Champions League-kvalet mot TSG 1899 Hoffenheim senare under hösten. FC Rosengård gick inte vidare till CL-gruppspel.
Under 2022 blev det både SM-guld och guld i Svenska cupen. I cupfinalen mot BK Häcken kvitterade Sprung till 1–1 i 62:a minuten. Matchen gick till förlängning där FC Rosengård i 100:e minuten lade in 2–1, vilket blev slutresultatet. Under hösten 2022 spelade Sprung fyra matcher i Uefa Women's Champions Leagues gruppspel varav två från start. Sprung startade bland annat mot FC Barcelona på Camp Nou inför cirka 29 000 åskådare.
Under 2022–2023 var Sprung skadad i två omgångar och missade större delen av Damallsvenskan. Sprung återkom till spel i gruppspelet i Uefa Women's Champions League där hon spelade sex matcher varav två från start. Hon fortsatte med spel under vintern 2023–2024 i Svenska Cupen. FC Rosengård åkte dock ur cupen den 30 mars 2024 i semifinalen mot Piteå IF som senare vann cupen.
Efter att FC Rosengård fått en historisk start i damallsvenskan med 11 raka vinster meddelades den 17 juni 2024 att Sprung förlänger sitt kontrakt med Malmöklubben till december 2025. Efter sommaruppehållet bytte Sprung tröjnummer från 40 till 7. FC Rosengård var obesegrade i 22 raka matcher och den 4 oktober 2024 vann Sprung sitt tredje SM-tecken, då återstod det fyra damallsvenska matcher.
I den damallsvenska premiärmatchen mot Piteå IF den 23 mars 2025 spelade Sprung sin 100:e match i Rosengårdströjan (inkl. träningsmatcher, Svenska Cupen och matcher i UEFA Women's Champions League). Under våren 2025 spelade Sprung 12 matcher, varav 9 från start, i OBOS Damallsvenskan. Under sommaruppehållet meddelades att Sprung lämnar FC Rosengård efter 6 år och 5 säsonger i Sveriges högsta liga.

### Hammarby IF (2025-)
Den 26 juli 2025 presenterades Bea Sprung av Stockholmsklubben Hammarby IF. Övergångssumman är inte känd och Sprung gavs tröjnummer 10. Den 8 augusti 2025 gjorde Sprung sitt första damallsvenska framträdande för Hammarby IF då hon byttes in i den 59:e minuten mot Alingsås IF.

## Landslagskarriär
Sprung blev uttagen av förbundskapten Caroline Sjöblom till U15-landslaget i oktober 2020. Hennes första landskamp var mot Island den 6 juli 2021 och i matchen mot Tyskland den 14 september gjorde hon sitt första landslagsmål. Sammantaget blev det 8 matcher med U15 och U16 under covidpandemin.
Den 6 april 2022 debuterade Sprung i U19-landslaget i EM-kval 2 mot Polen. Sveriges U19-lag gick vidare till U19-EM 2022, efter att ha vunnit andra kvalomgången. Sprung var blott 17 år gammal när Sveriges U19-landslag spelade U19 EM i Tjeckien i juni 2022. Sverige förlorade med 1–0 i semifinalen mot Spanien och hamnade på en delad tredje plats tillsammans med Frankrike.
Under 2023 åkte Sveriges U19 ut i kvalomgång 2 som spelades i Danmark. Året efter spelade Sverige EM-kval 2 i Ungern. I matchen mot Ungern den 3 april 2024 placerade Sprung in sitt andra landslagsmål då Sverige vann med 3–0. I kvalets sista landskamp mot Tyskland sköt Sprung in Sveriges enda mål. Sverige blev tvåa i gruppen och gick därmed inte vidare till slutspel. I U19 spelade Sprung ofta med nummer 8 på tröjan.
I maj 2024 togs Bea Sprung ut till U23-landslagets trupp inför fyrnationsturneringen i Växjö den 29 maj–4 juni 2024. Sprung spelade 90 minuter i turneringens första match mot Australien. Matchen slutade 3–0 till Sverige. Sverige vann turneringen efter straffläggning (4-3) mot Tyskland.

## Utmärkelser
Sprung hamnade 2023 på GOAL:s NXGN-lista över världens 25 främsta fotbollstalanger under 19 år. Under "Damallsvenskan Bästa"-galan i samarbete med Aftonbladet var hon nominerad till årets genombrott 2022.

## Meriter

### Sverige U19
- U19-Europamästerskapet: brons 2022

### FC Rosengård
- Damallsvenskan:Guld 2021, 2022, 2024
- Vinnare av Svenska cupen: Guld 2021/2022

## Övrigt
Den 21–23 maj 2025 spelade Sprung och FC Rosengård i den första utgåvan av World Sevens Footballs sjumannaturnering i Portugal.